# Thorsten Quaeschning

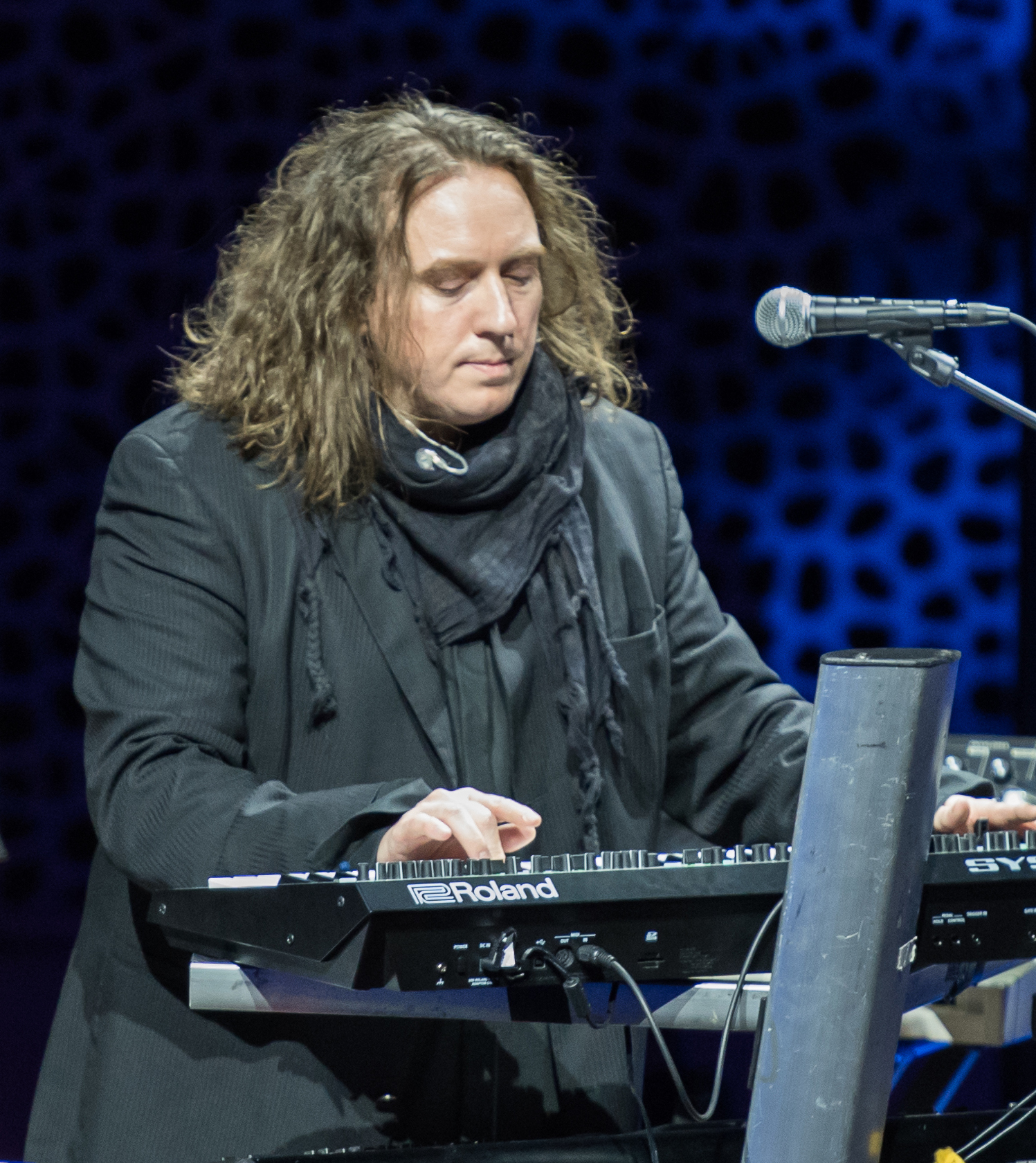
Thorsten Quaeschning in der Elbphilharmonie (2018)

Thorsten Quaeschning (* 23. Februar 1977 in Berlin) ist ein deutscher Musiker, Komponist und Produzent.
Seit 2005 ist er Mitglied der Gruppe Tangerine Dream.

## Biografie
Bereits als Kind erhielt Quaeschning Flöten-, Klavier- und Geigenunterricht. Später folgten Gesangs- und Schlagzeugunterricht sowie ein Studium klassischer Musik und Komposition.
2003 gründete er die Band Picture Palace Music. Im selben Jahr begann Quaeschning als Techniker für Tangerine Dream zu arbeiten und wurde 2005 schließlich offizielles Mitglied der Gruppe. Seit dem Tod des Gründers Edgar Froese im Januar 2015 ist Thorsten Quaeschning musikalischer Leiter der Band. Zum 50. Gründungsjubiläum erschien am 29. September 2017 das Album Quantum Gate.
2017 veröffentlichte Quaeschning gemeinsam mit Ulrich Schnauss das Album Synthwaves auf dem Label Azure Vista Records. 2018 erschien der von Thorsten Quaeschning komponierte Soundtrack Cargo auf dem Londoner Invisible Hands Records.
Im Jahr 2024 wirkte Quaeschning als Gastmusiker beim Album Absolute elsewhere der progressiven Death-Metal-Band Blood Incantation mit.

## Diskografie (Auswahl)
Solo

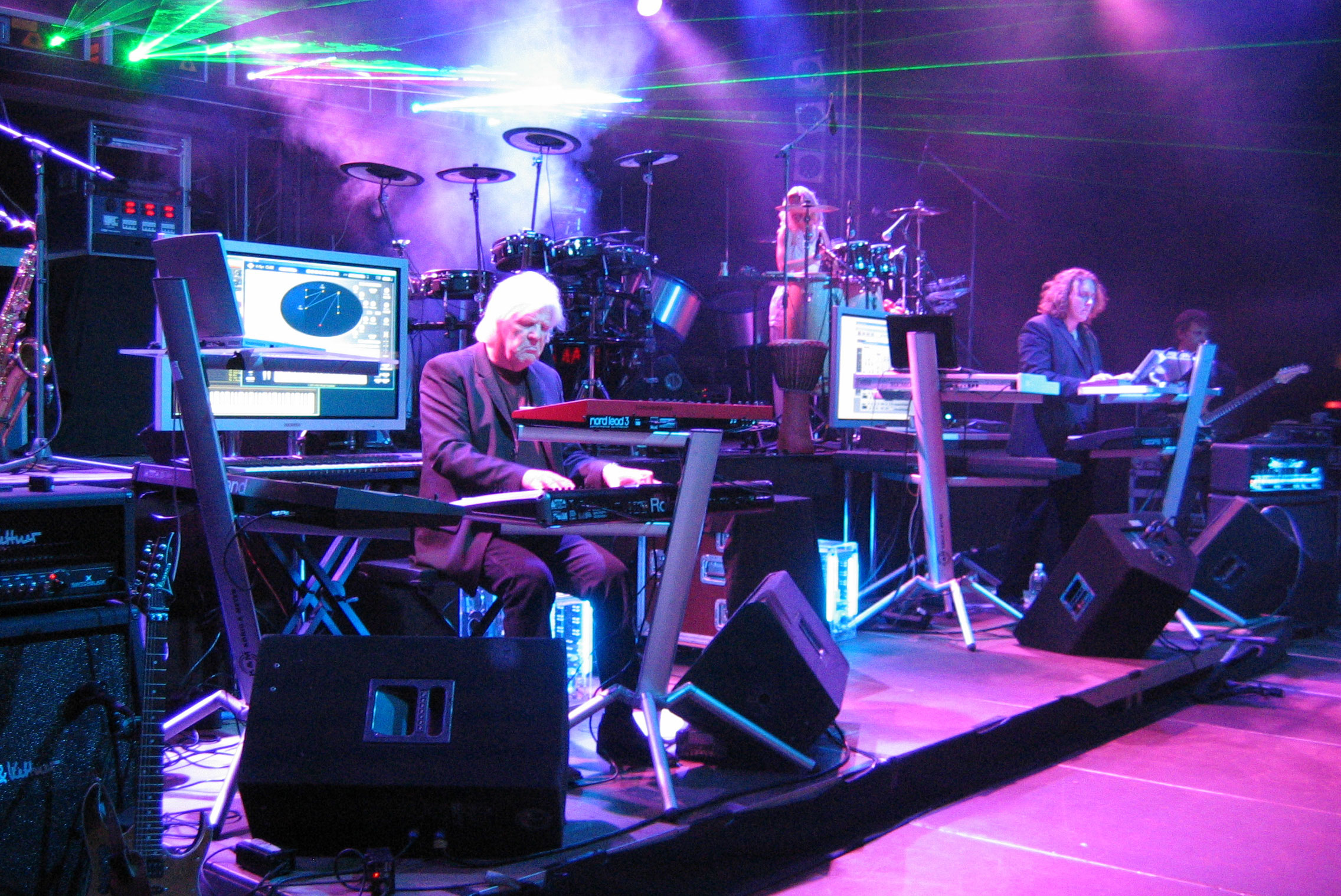
Quaeschning (r.) bei einem Auftritt mit Tangerine Dream, 2007

- Synthwaves (2017) gemeinsam mit Ulrich Schnauss
- Cargo Soundtrack (2018)
- The Munich Session (2019) Live Recording at Ambient-Waves-Festival, Munich

Picture Palace Music
- Next Year, We May All Be Miles Away - Music For The Winter Solstice (2007)
- Somnambulistic Tunes (2007)
- Music Inspired By Robert Wiene's "Das Cabinet Des Dr. Caligari" (2007)
- Nostalgia - Music For Pictures And Sculptures (2008)
- Walpurgisnacht - Music For Saints & Witches (2008)
- Auerbach's Night Club - Music For The Lust Generation & Wine-Cask-Riders (2008)
- Symphony For Vampires (2008)
- Natatorium - Music For Moonlight Drive & Swimming Pools (2009)
- Fairy-Marsh-Districts - Music For Sunken Monasteries & Castle Moats (2009)
- Midsummer - Music For Sound Divers & Baptism Ceremonies (2010)
- Metropolis Poetry - Music Inspired By Fritz Lang's "Metropolis" (2011)
- Indulge The Passion (2012)
- Remnants - Music For Ancient Light And Bluestone Circles (2013)

Tangerine Dream
- Phaedra 2005
- Jeanne D'Arc - La Révolte Éternelle (2005)
- 35th Phaedra Anniversary Concert (2007)
- Springtime In Nagasaki (2007)
- One Night In Space (2007)
- London Astoria Club Concert 2007 (2007)
- Madcap's Flaming Duty (2007)
- Autumn In Hiroshima (2008)
- Loreley (2008)
- Purple Diluvial (2008)
- The London Eye Concert (2009)
- Izu (2010)
- The Angel From The West Window (2011)
- Knights Of Asheville - Tangerine Dream Live At The Moogfest In Asheville 2011
- The Gate Of Saturn (Live At The Lowry Manchester 2011)
- Live At Admiralspalast Berlin (2012)
- Starmus - Sonic Universe (2013)
- Grand Theft Auto V Soundtrack (2013)[12]
- Mala Kunia (2014)
- Zero Gravity mit Jean-Michel Jarre (2015)
- Quantum Key (2015)
- Live At Philharmony Szczecin-Poland 2016 (2016)
- Particles (2016)
- Quantum Gate (2017)
- The Sessions I (2017)
- Light Flux (2017)
- The Sessions II (2018)
- The Sessions III (2018)
- The Sessions IV (2018)